# Østeuropæisk tid
| blå     | Vesteuropæisk tid (UTC+0) Vesteuropæisk sommertid (UTC+1)       |
| lyseblå | Vesteuropæisk tid (UTC+0)                                       |
| rød     | Centraleuropæisk tid (UTC+1) Centraleuropæisk sommertid (UTC+2) |
| kaki    | Østeuropæisk tid (UTC+2) Østeuropæisk sommertid (UTC+3)         |
| gul     | Østeuropæisk tid, Kaliningradtid, (UTC+2)                       |
| grøn    | Moskva-tid (UTC+3)                                              |

Østeuropæisk tid (forkortes EET fra Eastern European Time) er en zonetid, der er synonym med tidszonerne UTC+2 eller GMT+2. Tidszonen benyttes i nogle østeuropæiske, nordafrikanske og mellemøstlige lande. De fleste af disse lande benytter sig desuden af østeuropæisk sommertid (Eastern European Summer Time (EEST)), der angives som UTC+3 eller GMT+3.

## Brug
Følgende lande, dele af lande, og områder bruger østeuropæisk tid hele året rundt:
- Egypten siden april 2015; Benyttede EEST fra 1988-2010 og 2014-15
- Kaliningrad oblast i Rusland, siden den 26. oktober 2014, benyttede også EET i 1945 og 1991-2011.
- Libyen siden oktober 2013. Skiftede fra Centraleuropæisk tid, der blev benyttedes i 2012. Benyttede EET året rundt 1980-1981, 1990-1996 og 1998-2012.

Følgende lande, dele af lande, og områder benytter kun østeuropæisk tid om vinteren:
- Bulgarien, siden 1894
- Cypern
- Estland, i årene 1921–40 og siden 1990
- Finland, siden 1921
- Grækenland, siden 1916
- Israel, siden 1948 som Israelsk Standardtid
- Jordan
- Letland, i årene 1926–40 og siden 1990
- Libanon
- Litauen, i årene 1920–40 og siden 1990 med afbrydelse 1998–1999
- Moldavien, i årene 1918–40, 1941–44 og siden 1991
- Nordcypern, siden 2017
- Palestina
- Rumænien
- Syrien
- Tyrkiet, siden 1910 med afbrydelse 1978–85
- Ukraine, i årene 1922–30 og siden 1990[1]

Følgende lande, dele af lande, og områder benyttede tidligere EET:
- Moskva benyttede EET i årene 1922-30 og 1991-92.
- Hviderusland, i årene 1922-1930 og 1990-2011.[2]
- Polen i årene 1918-22.
- Republikken Krim og Sevastopol i perioden 1991-94 og 1996-2014

- Under 2. Verdenskrig indførte Tyskland (CET) i de besatte områder i Østeuropa.